# Abramok
Abramok (ukr. Абрамок) – wieś na Ukrainie, w obwodzie żytomierskim, w rejonie nowogrodzkim. W 2001 roku liczyła 49 mieszkańców.